# Macroteleia atrata
Macroteleia atrata är en stekelart som beskrevs av Mikhail Vasilievich Kozlov och Kononova 1987. Macroteleia atrata ingår i släktet Macroteleia och familjen Scelionidae. Inga underarter finns listade i Catalogue of Life.